# Plateosauravus cullingworthi
Plateosauravus cullingworthi es la única especie conocida del género extinto Plateosauravus (lat. “ancestro del Plateosaurus”) de dinosaurio sauropodomorfo prosaurópodo, que vivió a finales del período Triásico, hace aproximadamente 218 millones de años, durante el Carniense en lo que es hoy África. Sidney Haughton llamó Plateosaurus cullingworthi en 1924 a un esqueleto parcial encontrado en Sudáfrica, al que Friedrich von Huene revisara en 1932 erigiendo un nuevo género, al que llamó Plateosauravus. Jacques van Heerden reasignó al mismo a Euskelosaurus en 1976, siendo considerado como este desde esa fecha.  Sin embargo, recientes estudios indican que Euskelosaurus está basado en un material no diagnóstico, en su serie de trabajos sobre sauropodomorfos y saurópodos basales, Adam Yates recomienda no seguir usando a  Euskelosaurus y ha sugerido el uso de Plateosauravus para lo que se creía Euskleosaurus. Se han encontrado más de una docena de esqueletos parciales adicionales en el parque nacional Kruger después de un descubrimiento del guardabosques Adriaan Louw el 27 de marzo de 1995. Estos incluyen individuos juveniles.